# Шелогіно
Шелогіно (рос. Шелогино) — присілок у Кіриському районі Ленінградської області Російської Федерації.
Населення становить 9 осіб. Належить до муніципального утворення Глажевське сільське поселення.

## Історія
Згідно із законом від 1 вересня 2004 року № 49-оз органом  місцевого самоврядування є Глажевське сільське поселення.

## Населення
| 1862 | 1939 | 1965 | 1997 | 2002 | 2007 | 2010 |
| ---- | ---- | ---- | ---- | ---- | ---- | ---- |
| 174  | ↗316 | ↘52  | ↘19  | ↘12  | ↘11  | ↘7   |
| 2017 |      |      |      |      |      |      |
| ↗9   |      |      |      |      |      |      |